# Фецарди (Мантова)
Фецарди је насеље у Италији у округу Мантова, региону Ломбардија.
Према процени из 2011. у насељу је живело 56 становника. Насеље се налази на надморској висини од 74 м.